# The Dead Eye
The Dead Eye este cel de-al cincilea album al formației suedeze de metal The Haunted, lansat pe 30 Octombrie 2006.
Ediția "bloodpack" conține un DVD, un tricou și un ochi plutitor.
Mai târziu Century Media a lansat și "The Dead Eye" pe disc de vinil. CD-ul standard conține 13 melodii.

## Melodii
- 1. "The Premonition"  0:58
- 2. "The Flood"  4:07
- 3. "The Medication"  3:10
- 4. "The Drowning"  4:13
- 5. "The Reflection"  3:48
- 6. "The Prosecution" 3:49
- 7. "The Fallout"  4:22
- 8. "The Medusa"  4:03
- 9. "The Shifter"  2:55
- 10. "The Cynic"  3:48
- 11. "The Failure"  5:10
- 12. "The Stain"  4:14
- 13. "The Guilt Trip"  10:19

## Personal

### The Haunted
- Peter Dolving - Vocal
- Patrik Jensen - Chitara
- Anders Björler - Chitara
- Jonas Björler - Bas
- Per Möller Jensen - Tobe

## Referiri
^ http://www.youtube.com/watch?v=b7jMiAbG4Wc&feature=related
^ http://the-haunted.com/site/?p=releases&id=06%5Bnefuncțională%5D